# Milan Neralić
Milan Neralić, także Mihajlo Neralić, Michael Neralitsch (ur. 26 lutego 1875 w Slunju, zm. 17 lutego 1918 w Wiener Neustadt) – chorwacki szermierz reprezentujący Austrię, medalista olimpijski z Paryża (1900).
Był oficerem armii austriackiej. Uprawiał wszystkie dyscypliny szermierki, jednak największe sukcesy święcił w szabli. Reprezentował Austrię podczas igrzysk olimpijskich jeden raz, miało to miejsce w 1900 w Paryżu podczas II Letnich Igrzysk Olimpijskich. Wystartował tam tylko w szabli zawodowców, w której zdobył brązowy medal (w fazie finałowej wygrał cztery z siedmiu spotkań). Jest pierwszym pochodzącym z Chorwacji olimpijczykiem i medalistą olimpijskim.
Służbę wojskową zakończył w 1908 roku, by poświęcić się nauczaniu szermierki w Berlinie. W latach 1914–1917 uczył narciarstwa i szermierki w Akademii Wojskowej w Wiener Neustadt, w którym zmarł i jest pochowany.
Napisał książkę o szermierce pt.: Anleitung zum Degenfechten (1914).